# Намібія на Паралімпійських іграх
Намібія вперше взяла участь у Паралімпійських іграх у 1992 році в Барселоні. Це були перші літні Паралімпійські ігри після проголошення незалежності у 1990 році. Перша національна збірна складалася із двох спортсменок, які змагалися у метанні диску й списа, штовханні ядра. Вони не отримали жодних нагород.
Наступного разу Намібія брала участь у Паралімпіаді 2004 року. На ці змагання було відправлено одного спортсмена, який виступав у паверліфтингу. На змаганнях 2008 року збірна знову була представлена тільки одним спортсменом, який брав участь у метанні диску й штовханні ядра. Реджинальд Бенаде виграв бронзову медаль у метанні диску.
Намібія ніколи не брала участі у зимових іграх.

## Медалісти
| Медаль | Ім'я              | Ігри       | Спорт          | Змагання              | Результат         |
| ------ | ----------------- | ---------- | -------------- | --------------------- | ----------------- |
| Бронза | Реджинальд Бенаде | 2008 Пекін | Легка атлетика | метання диску, F35/36 | 37.57 (1076 очок) |